# Aloe porphyrostachys
Aloe porphyrostachys är en grästrädsväxtart som beskrevs av John Jacob Lavranos och Collen. Aloe porphyrostachys ingår i släktet Aloe och familjen grästrädsväxter.

## Underarter
Arten delas in i följande underarter:
- A. p. porphyrostachys
- A. p. koenenii

## Bildgalleri

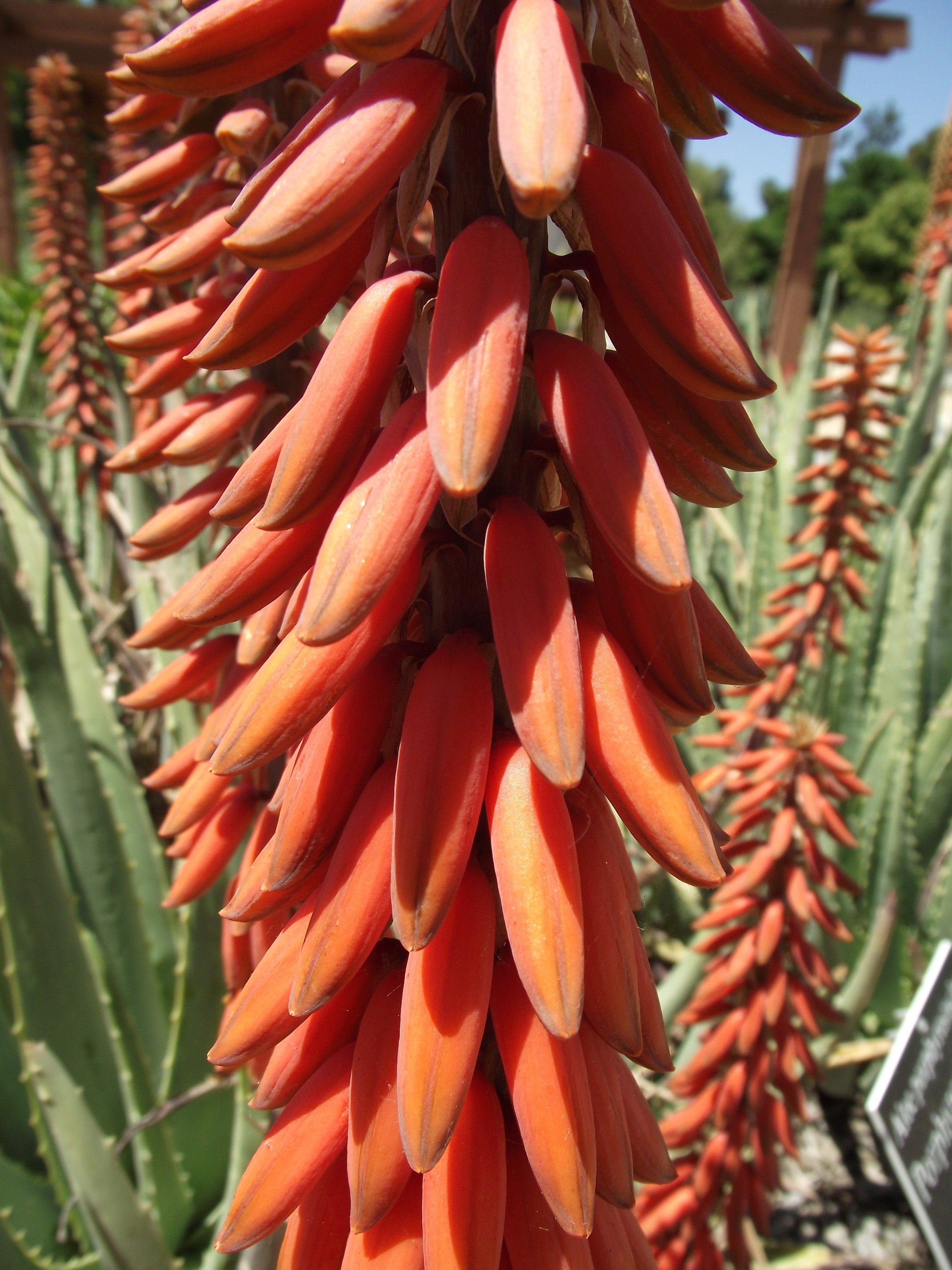
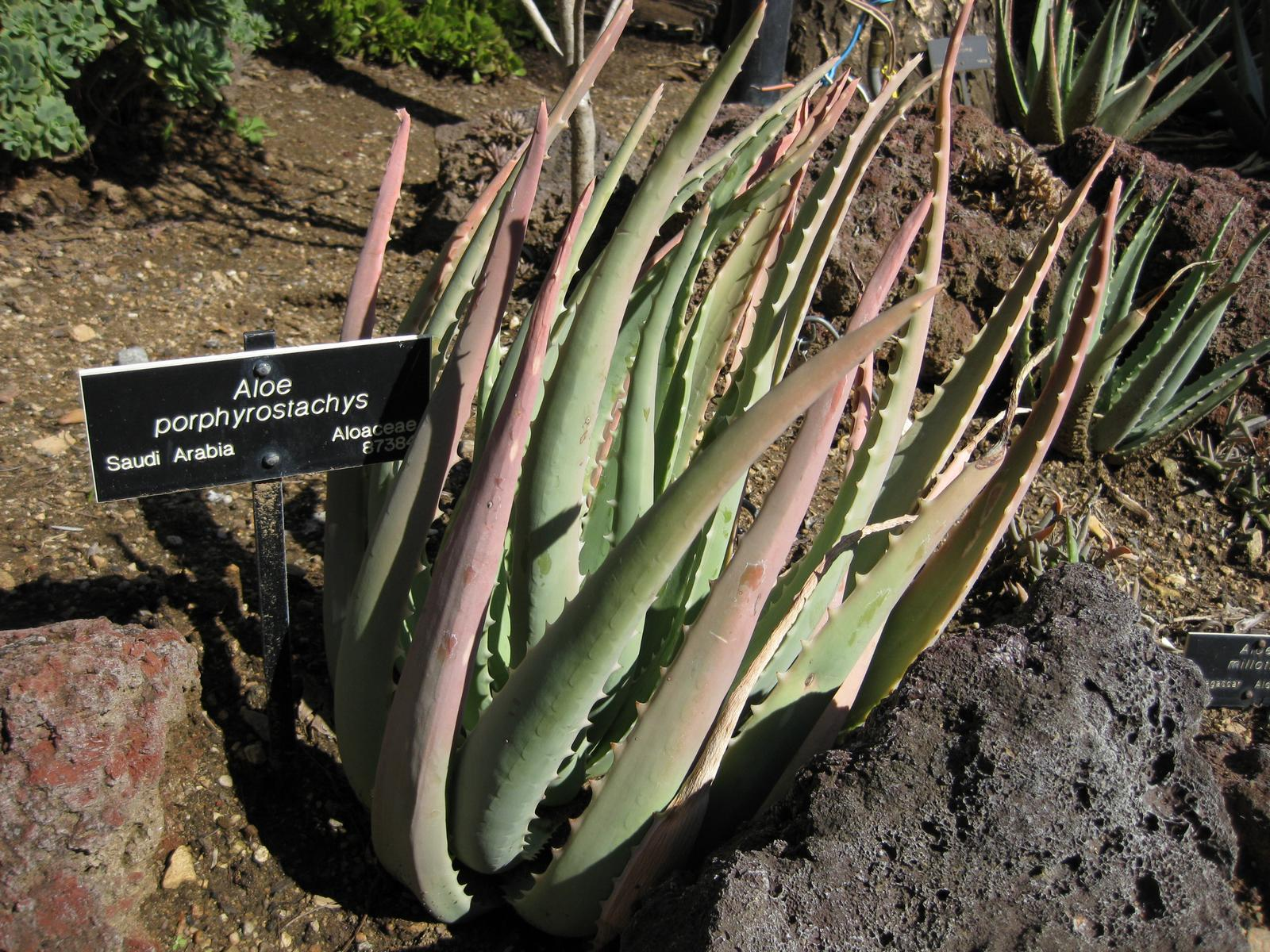